# جورج ألبرت كير
جورج ألبرت كير هو سياسي كندي، ولد في 27 يناير 1924 في مونتريال في كندا، وتوفي في 21 مايو 2007 في بيرلينجتون في كندا. نشط حزبياً في حزب أونتاريو المحافظ التقدمي. وقد انتخب عضو برلمان مقاطعة أونتاريو.